# Gavarilla
Genre
Gavarilla est un genre d'araignées aranéomorphes de la famille des Salticidae.

## Distribution
Les espèces de ce genre sont endémiques du Brésil. Elles se rencontrent au Maranhão et au Sergipe.

## Liste des espèces
Selon World Spider Catalog (version 18.0, 05/04/2017) :
- Gavarilla arretada Ruiz & Brescovit, 2006
- Gavarilla ianuzziae Ruiz & Brescovit, 2006

## Publication originale
- Ruiz & Brescovit, 2006 : Gavarilla, a new genus of jumping spider from Brazil, and description of two new species of the genera Capeta Ruiz & Brescovit and Amatorculus Ruiz & Brescovit (Araneae, Salticidae, Sitticinae). Revista Brasileira de Zoologia, vol. 23, no 2, p. 350-356 (texte intégral).